# Karlikowo (Sopot)
Karlikowo (kaszb. Kôrlëkòwò, niem. Karlikau) – południowo-wschodnia część Sopotu położona nad Morzem Bałtyckim.
W pasie nadmorskim dzielnicy znajduje się przystań rybacka (jedyna w Sopocie), hotele, pensjonaty, domy wypoczynkowe, sanatoria, kemping i kompletna infrastruktura plażowa. Część mieszkalna Karlikowa to budownictwo jedno i wielorodzinne, z czego dużą część stanowi zabudowa historyczna. Są także nowe apartamentowce m.in. Królewskie Kamieniczki, Karlikowo jest częścią Sopotu od 1910.

## Położenie
Karlikowo graniczy z:
- od południa – gdańską dzielnicą Żabianka-Wejhera-Jelitkowo-Tysiąclecia (osiedla Żabianka i Jelitkowo)
- od wschodu – Zatoką Gdańską
- od zachodu – Świemirowem
- od północy – Dolnym Sopotem

W Karlikowie do Zatoki Gdańskiej uchodzi, płynący z Lasów Oliwskich, Karlikowski Potok.

## Historia

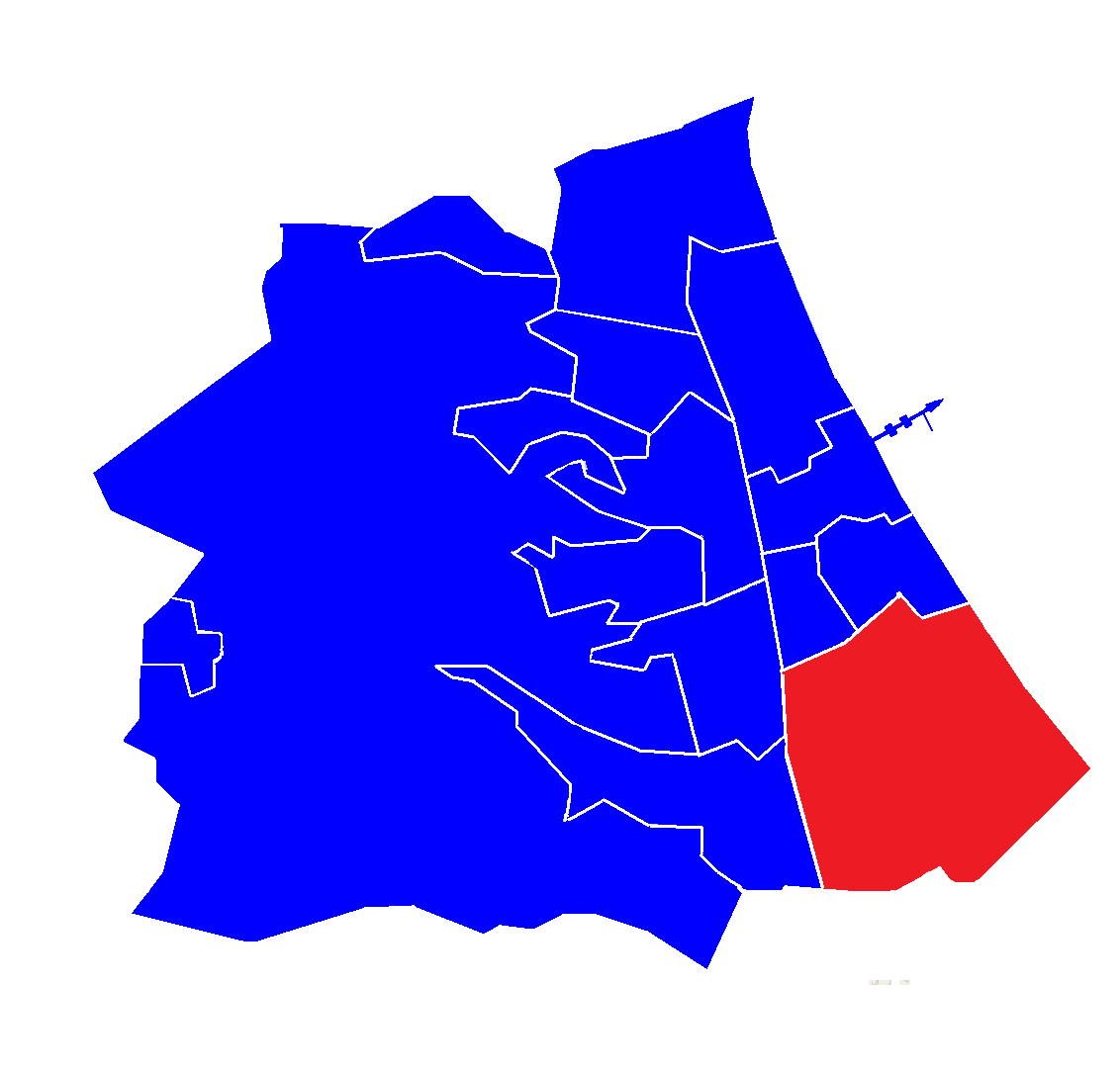
Karlikowo na mapie Sopotu

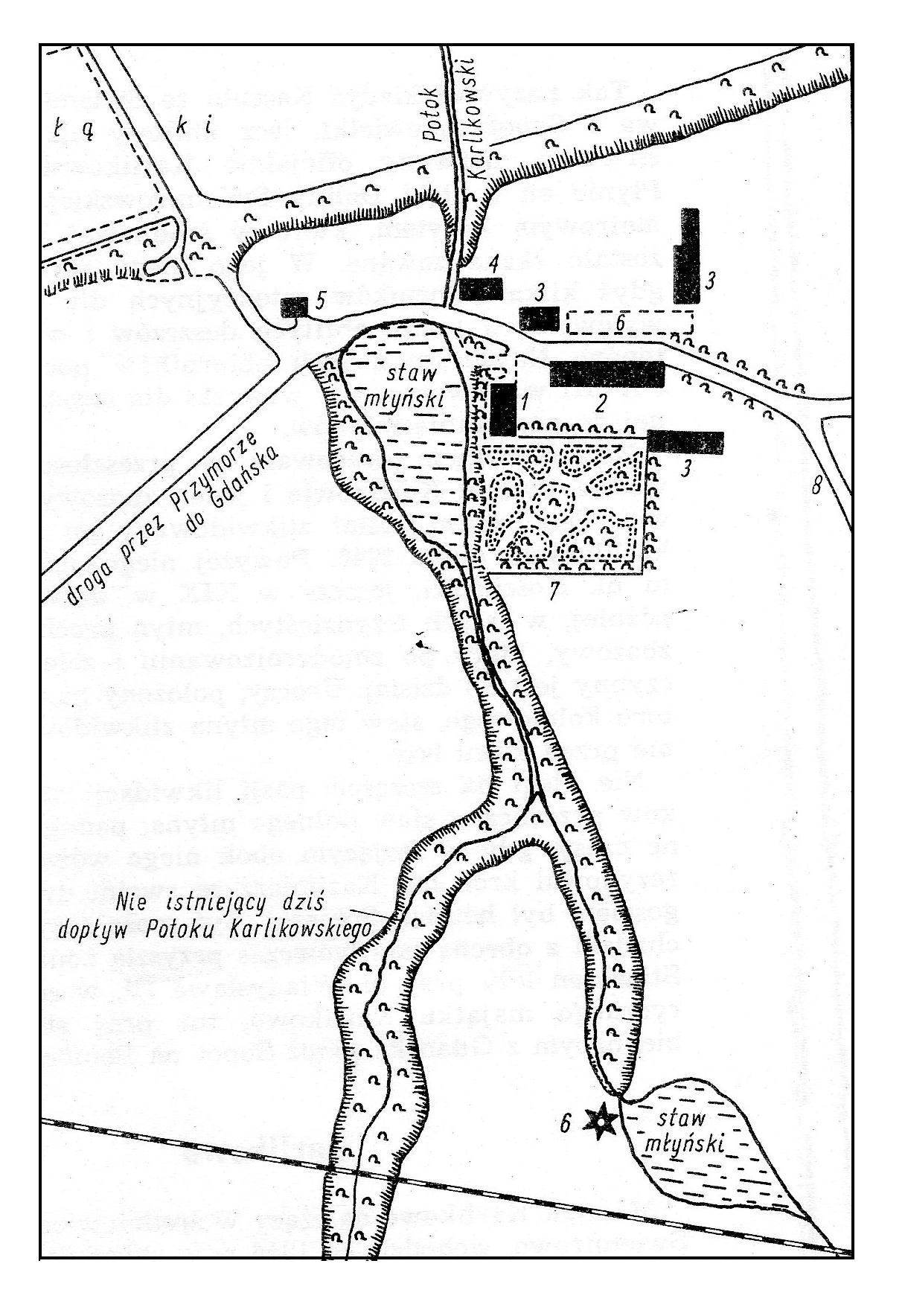
Mapa Karlikowa z 1825 r.

### Średniowiecze
Na terenie współczesnego Karlikowa czynna była świemirowska stacja rybacka książąt pomorskich, wymieniana w przekazach wczesnośredniowiecznych. Mogła ona znajdować się raczej w bezpośrednim sąsiedztwie skarpy, gdyż istniejący obecnie pas lądu dopiero w następnych wiekach zbudowały Bałtyk i Wisła. Majątek Karlikowo należący w średniowieczu do wioski Świemirowo, wchodzi od 1316 w skład posiadłości klasztoru oliwskiego, który gospodarował na nim pierwotnie własną siłą roboczą. Do majątku tego należała 1 włóka i 4 morgi.

### XVII wiek
Pierwsza zupełnie pewna wiadomość o Karlikowie pochodzi z 1653, kiedy wydzierżawił tę posiadłość gdański kupiec Kolmer, pochodzący ze starego, znanego od 1414 rodu, przybyłego do Gdańska z Ziemi Chełmińskiej. Pierwszym majątkiem jaki wybudował Kolmer tuż przy trakcie gdańskim, dziś ulica Łokietka, był okazały pałacyk i szereg budynków gospodarczych.
Wiosną 1660 zamieszkał tutaj król Jan Kazimierz z żoną Marią Ludwiką i czołowymi przedstawicielami swojego dworu. Jego pobyt w Karlikowie wiązał się z toczącymi się w opactwie oliwskim pertraktacjami pokojowymi, które 3 mają 1660 zakończyły długoletnie zmagania wojenne między Polską a Szwecją. Stąd szły dyspozycje królewskie do kraju i tu odbywały się znane z opisów spotkania z władcą polskim wybitnych osobistości polskich i dyplomatów zagranicznych biorących udział w rokowaniach oliwskich. Odbywające się w Karlikowie spotkania towarzyskie organizowane przez królową, sławione były przez kronikarzy jako różniące się wytwornością od hałaśliwych biesiad urządzanych przez przedstawicielstwo szwedzkie rezydujące w Dworze Francuskim w Sopocie.

### XVIII i XIX wiek

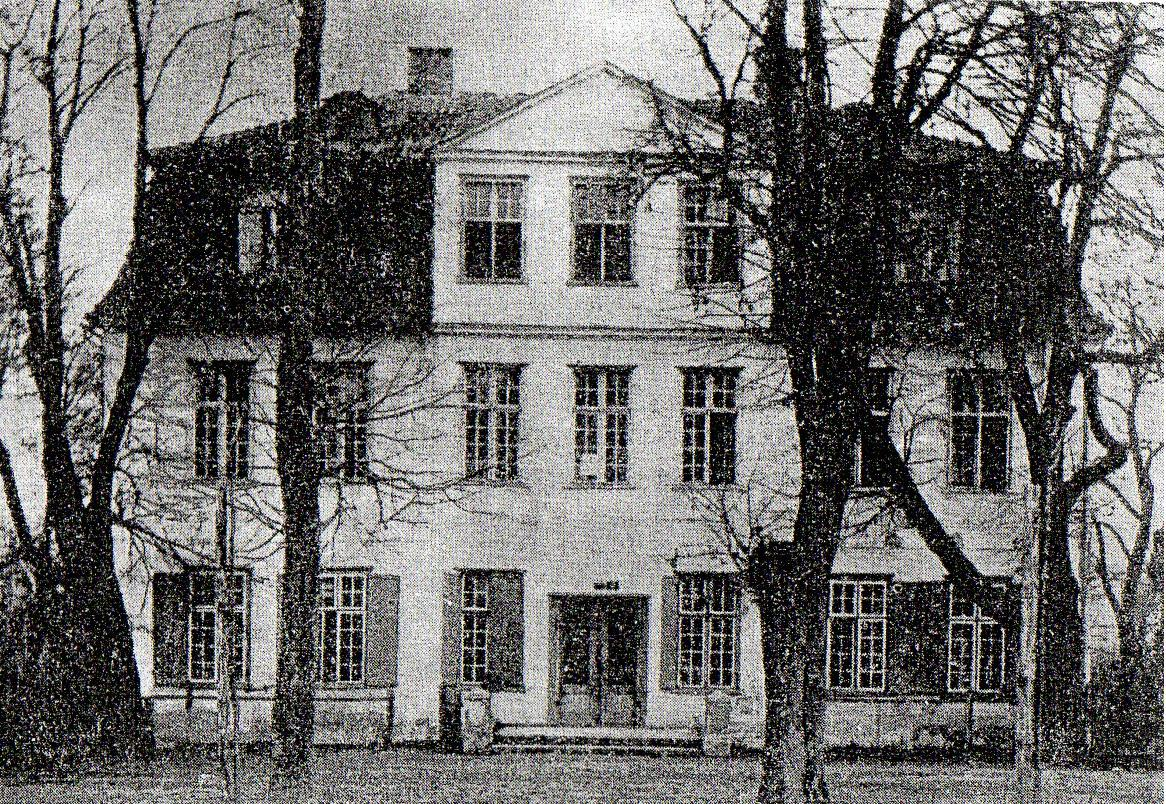
Dwór Karlikowski 1736-1910

W 1734 nastąpiła zagłada dworu Kolmera, podobnie jak i całego Sopotu spalonego wówczas przez wojska rosyjskie podczas oblężenia Gdańska. Po rezydencji Kolmerta zachowały się jedynie podziemia ciągnące się między ulicami 3-go maja i Jana z Kolna. Obecnie niedostępne. W 1736 posiadłość uzyskał patrycjusz gdański Ludwig Gralath. Na fundamentach zburzonego dworu wybudował on barokowy dworek o dwóch kondygnacjach, z dużą trzyosiową facjatą i pokojami na poddaszu. Budowla ta zmieniała kilkakrotnie właścicieli, służyła też w końcu XIX jako pensjonat i następnie mieściła szkołę ludową. W 1873 wieś kaszubska Karlikowo liczyła 353 mieszkańców. Do dziś nie pozostał po niej żaden ślad, podobny los spotkał Park Karlikowski. W 1898 otwarto tor wyścigów konnych

### XX wiek
Na początku XX większość mieszkańców Karlikowa stanowili Polacy, głównie Kaszubi o czym świadczy klęska niemieckich kandydatów startujących w wyborach do sejmu pruskiego w 1908.
Aktem z 16 listopada 1910 całą posiadłość Karlikowską nabyło miasto Sopot. Za liczący około 100 ha areał ziemi i zabudowania zapłacono rodzinie Rickertów 600 000 marek. Po tej dacie rozebrano zabytkowy i cenny architektonicznie dworek nie chcąc łożyć na jego renowację. Pozostawiono jedynie budynek gospodarczy, który został zaadaptowany na cele szkolne. Od 1922 do 1939 mieściła się w części tego budynku polska szkoła senacka, utrzymywana na koszt W.M. Gdańska. Gdy rozrosła się do 4 klas, musiano wybudować obok drewniany pawilonik z dwiema klasami.
- 1946 - wyburzenie młynu zbożowego, znajdującego się niegdyś w miejscu boiska sportowego przy SP 8,
- 1950 - otwarcie przystanku PKP SKM w Karlikowie nazwanego Sopot Wyścigi,
- 1955 - w budynkach przedwojennej szkoły rozpoczyna działalność Szkoła Podstawowa nr 8. W ławach zasiadło wówczas 327 uczniów, podejmujących edukację pod kierunkiem 8-osobowego grona pedagogicznego. Pierwszym kierownikiem szkoły był Wacław Szubert,
- 20 listopada 1968 -  oddanie do użytku nowego budynku szkoły nr 8. Szkoła otrzymuje imię Jana Matejki,
- 2000 - wyburzono młyn znajdujący się niegdyś u zbiegu ulic Kościuszki i 3-go Maja.

## Karlikowski Potok

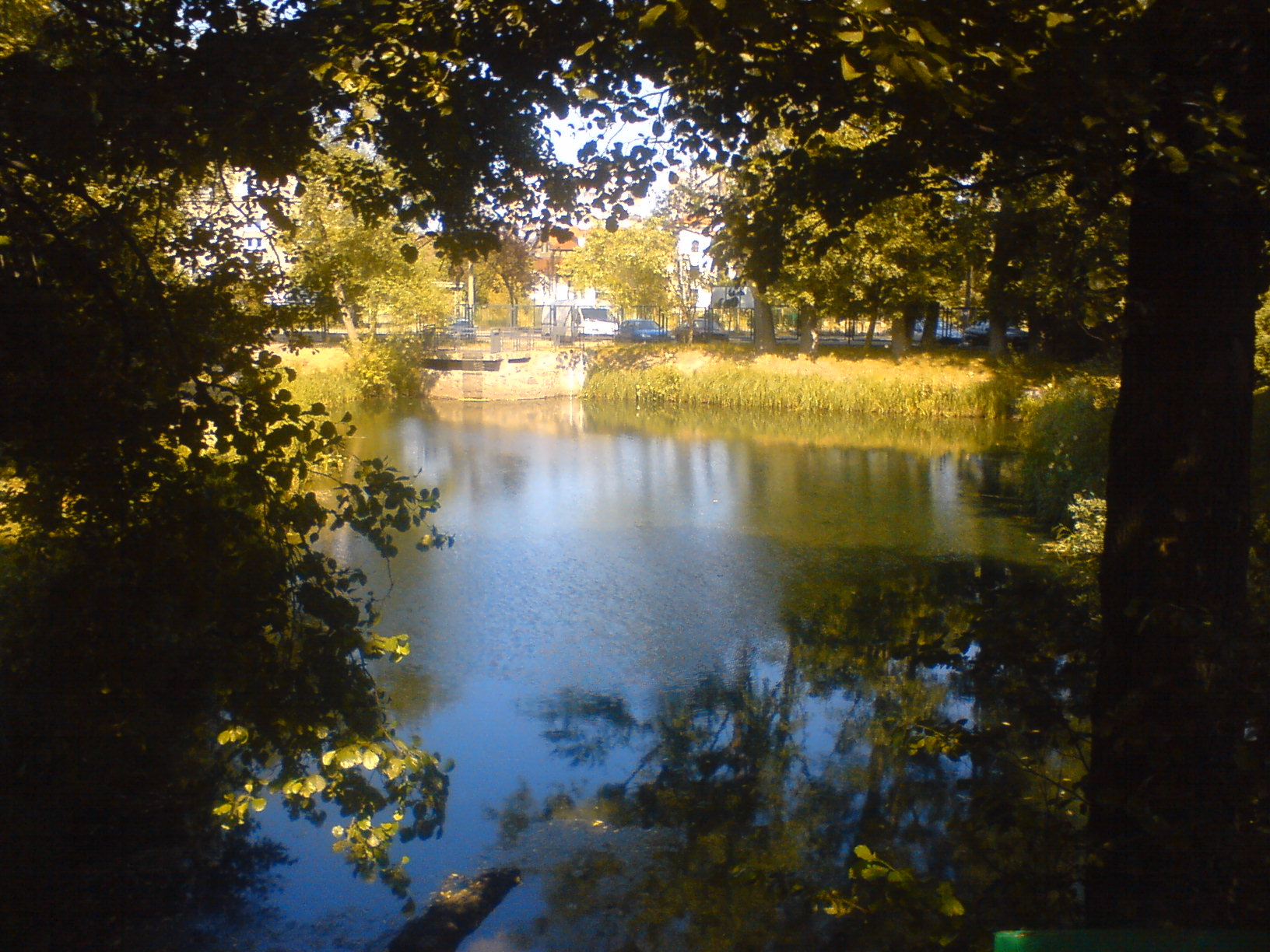
Staw Karlikowski przy ulicy Władysława IV

Największą rzeką Karlikowa jest Karlikowski Potok

## Lasek Karlikowski
Lasek Karlikowski jest pozostałością większego niegdyś areału leśnego, który rozciągał się w rejonie pl. Rybaków i sąsiadujących z nim ulic. Najczęściej spotykanym tam gatunkiem drzew są sosny. Lasek Karlikowski już w XIX był miejscem spacerów, spotkań towarzyskich socjety przebywającej w sopockim kurorcie. Odprawiane były tam także nabożeństwa pod gołym niebem. Obszar ten przez wieki należał do dóbr oliwskich cystersów. W 1772 majętność tę wraz z innymi dobrami klasztornymi zagarnęły władze pruskie i odsprzedały ją w 1801 Ch. G. Ewerbeckowi, właścicielowi folwarku karlikowskiego.
W ostatnim dziesięcioleciu XIX zaczęło w pobliże i na teren Lasku Karlikowskiego wkraczać budownictwo ze szkodą dla zadrzewienia. W 1903 padła spora ilość sosen w związku z budową gazowni, a w 1914 wyrąbano kawał lasu, aby zrobić miejsce dla osiedla rybackiego, które powiększono jeszcze w 1931. Tylko mała część ocalałego drzewostanu służy ogółowi, gdyż większość lasu znajduje się na terenie stworzonych w czasach PRL ośrodków wczasowych.

## Przystań rybacka

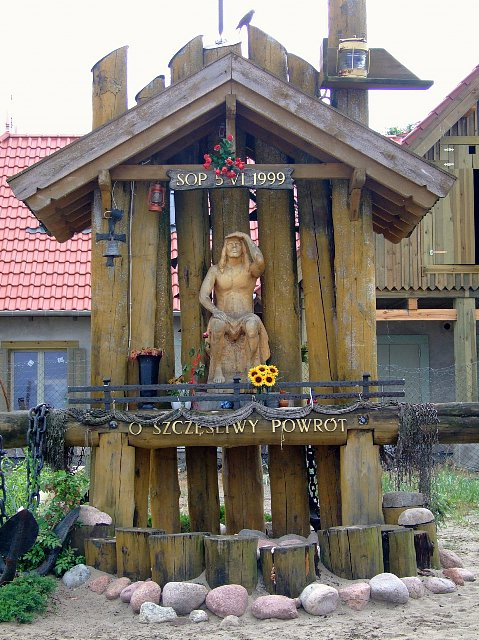
Figura Jezusa przy przystani rybackiej w Sopocie Karlikowie

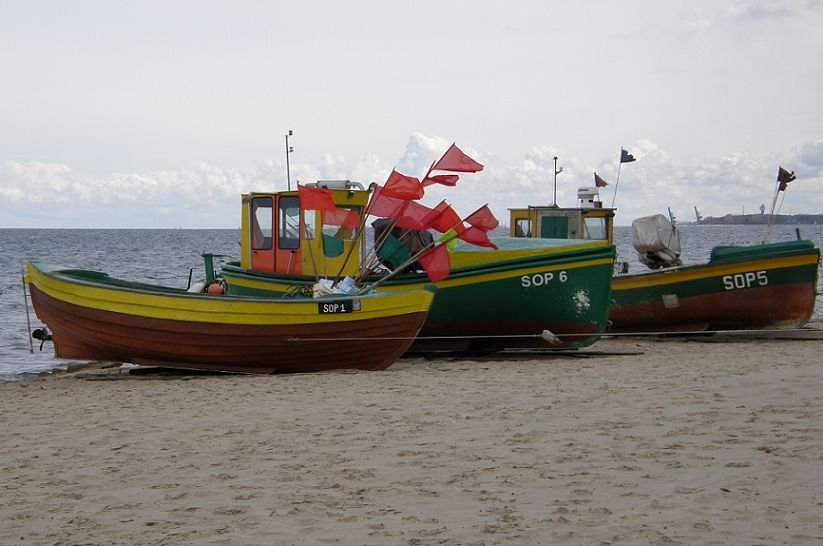
Łodzie rybackie w Sopocie Karlikowie

W Karlikowie znajduje się jedyna w Sopocie przystań rybacka. Zlokalizowana w obecnym miejscu na początku XX wieku, przeniesiona z plaży leżącej u wylotu ulicy Chrobrego. W 1999 umieszczona została na plaży przy przystani, figura Jezusa. Upamiętniono w ten sposób mszę świętą, jaką w 5 czerwca 1999 odprawił w Karlikowie Jana Pawła II.
W 2007 oddane zostały do użytku nowe budynki przystani. Oznaczenie kutrów przystani Karlikowskiej - SOP.

## Edukacja

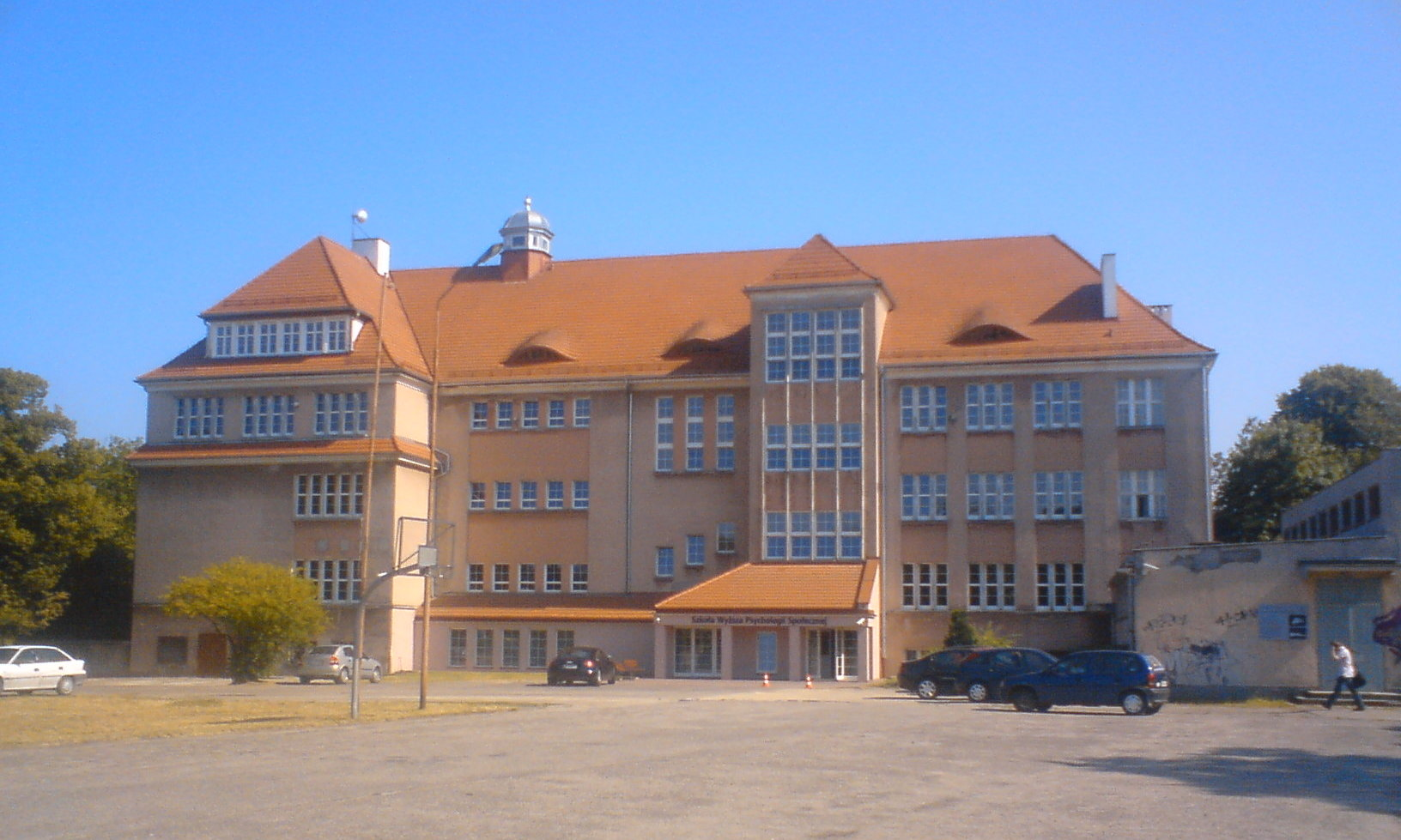
Wydział Zamiejscowy w Sopocie SWPS Uniwersytetu Humanistycznospołecznego

W Karlikowie znajdują się dwie instytucje edukacyjne, są to : 
- Wydział Zamiejscowy w Sopocie SWPS Uniwersytetu Humanistycznospołecznego
- Szkoła Podstawowa nr 8 imienia Jana Matejki

## Miejsca kultu religijnego
- Kościół parafialny św. Michała Archanioła, ul. 3 Maja 38a
- Krzyż Papieski upamiętniający pobyt Jana Pawła II w Sopocie – 5 czerwca 1999
- Kapliczka Jezusa Frasobliwego  z napisem „O szczęśliwy powrót” –  przy przystani rybackiej

## Korporacje mające siedzibę w Karlikowie
- Ergo Hestia
- Krajowa Spółdzielcza Kasa Oszczędnościowo-Kredytowa - SKOK
- SKOK Ubezpieczenia
- Asekuracja Sp. z o.o.

## Transport i komunikacja
Karlikowo leży przy ul. Bitwy pod Płowcami. Dzielnica jest bardzo dobrze skomunikowana z innymi częściami aglomeracji trójmiejskiej za pośrednictwem trójmiejskiej SKM - przystanki Sopot Wyścigi i Sopot, oraz gdańskich autobusów (linie nr 117 i 143).

## Sport i rekreacja

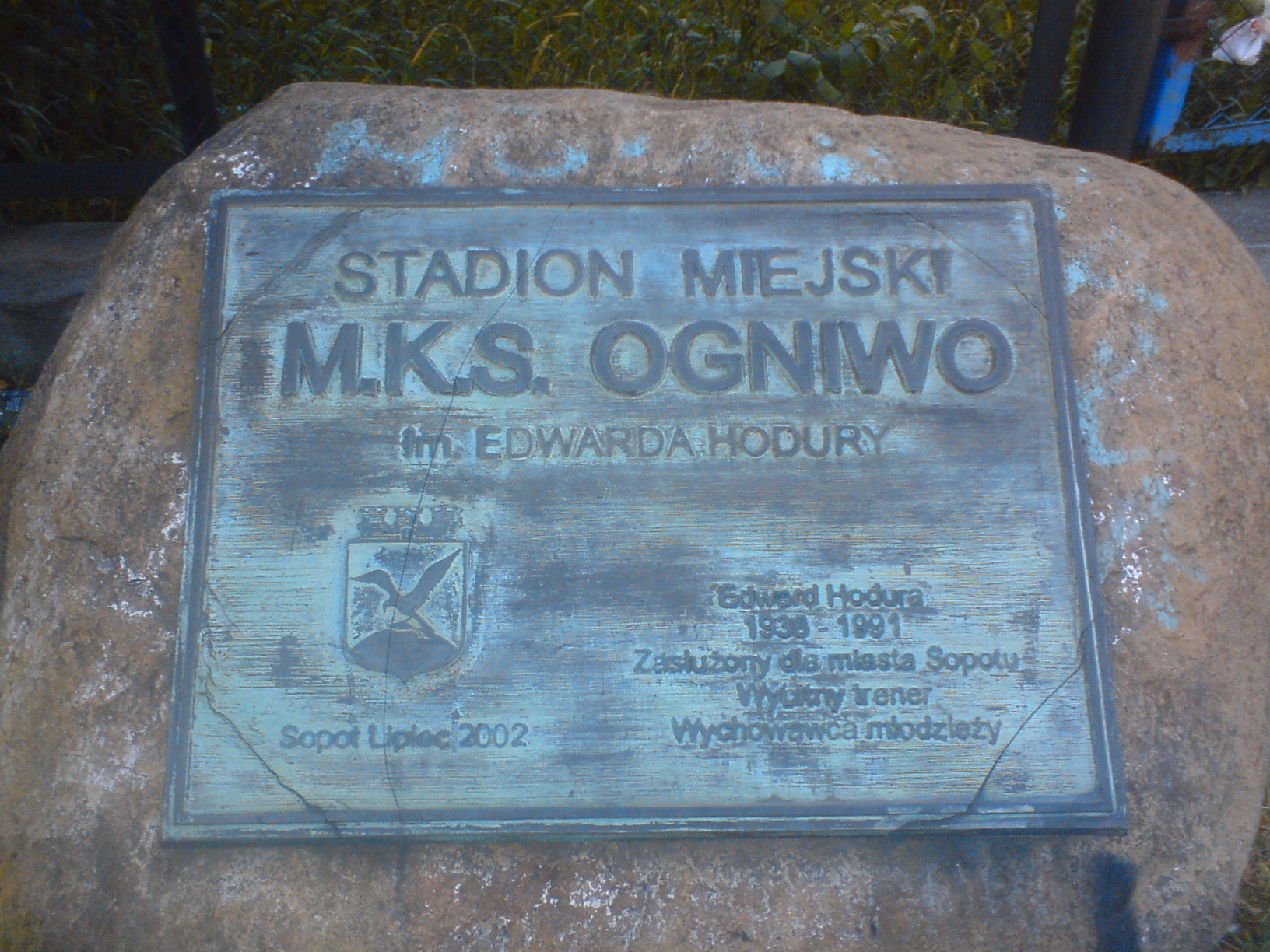
Tablica pamiątkowa przy stadionie Ogniwa

Zachodnia część Karlikowa bywa potocznie nazywana Wyścigami od znajdującego się tu hipodromu. W Karlikowie swoje mecze rozgrywa klub rugby Ogniwo Sopot oraz drużyna piłkarska o tej samej nazwie. Zaś na granicy Sopotu z Gdańskiem powstała (jako wspólne przedsięwzięcie obu miast) nowa wielofunkcyjna hala widowiskowo-sportowa Ergo Arena. Znajduje się tu także pole minigolfowe.